# Notiphila semimaculata
Notiphila semimaculata är en tvåvingeart som beskrevs av Becker 1926. Notiphila semimaculata ingår i släktet Notiphila och familjen vattenflugor. Inga underarter finns listade i Catalogue of Life.